# Orrantia
Orrantia es un núcleo de población español del municipio de Valle de Mena, perteneciente a la provincia de Burgos, en la comunidad autónoma de Castilla y León.

## Historia
Hacia mediados del siglo XIX, el lugar ya pertenecía al ayuntamiento de Valle de Mena. Aparece descrito en el duodécimo volumen del Diccionario geográfico-estadístico-histórico de España y sus posesiones de Ultramar de Pascual Madoz con las siguientes palabras:

ORRANTIA: barrio en la prov. de Búrgos, part. jud. de Villarcayo: es uno de los que componen el l. de Ayega (V.).
(Madoz, 1849, p. 385)

En 2022, el núcleo de población tenía empadronados veintidós habitantes.